# Микола Данилович (коронний підчаший)
Микола Данилович (пол. Danilowicz Mikolaj; ? — бл. 1676) — шляхтич Речі Посполитої руського походження, військовик, урядник.

## Життєпис
Батько — обозний великий коронний, маршалок Сейму Микола Данилович, матір — дружина батька Гелена Уханські.
Посади: 1645 року згаданий як коронний підстолій та холмський підкоморій, коронний підчаший 1664. Очолював Червоногородське, Перемиське, Грубешіське староства.
Помер близько 1676 року, 1676 року його спадкоємці зареєстрували в замку Перемишля акт поділу спадку батька.

### Сім'я
Дружина — Аполінарія Нємоєвська, відомі діти:
- Софія Анна — дружина львівського старости Яна Цетнера, берестейського воєводи Зиґмунта Домбського
- Ізабелла — дружина Євстахія Тишкевича
- Петронеля — дружина Яна Тишкевича
- Розалія, може, дружина Корицінського.